# 인류 구전 및 무형유산 걸작

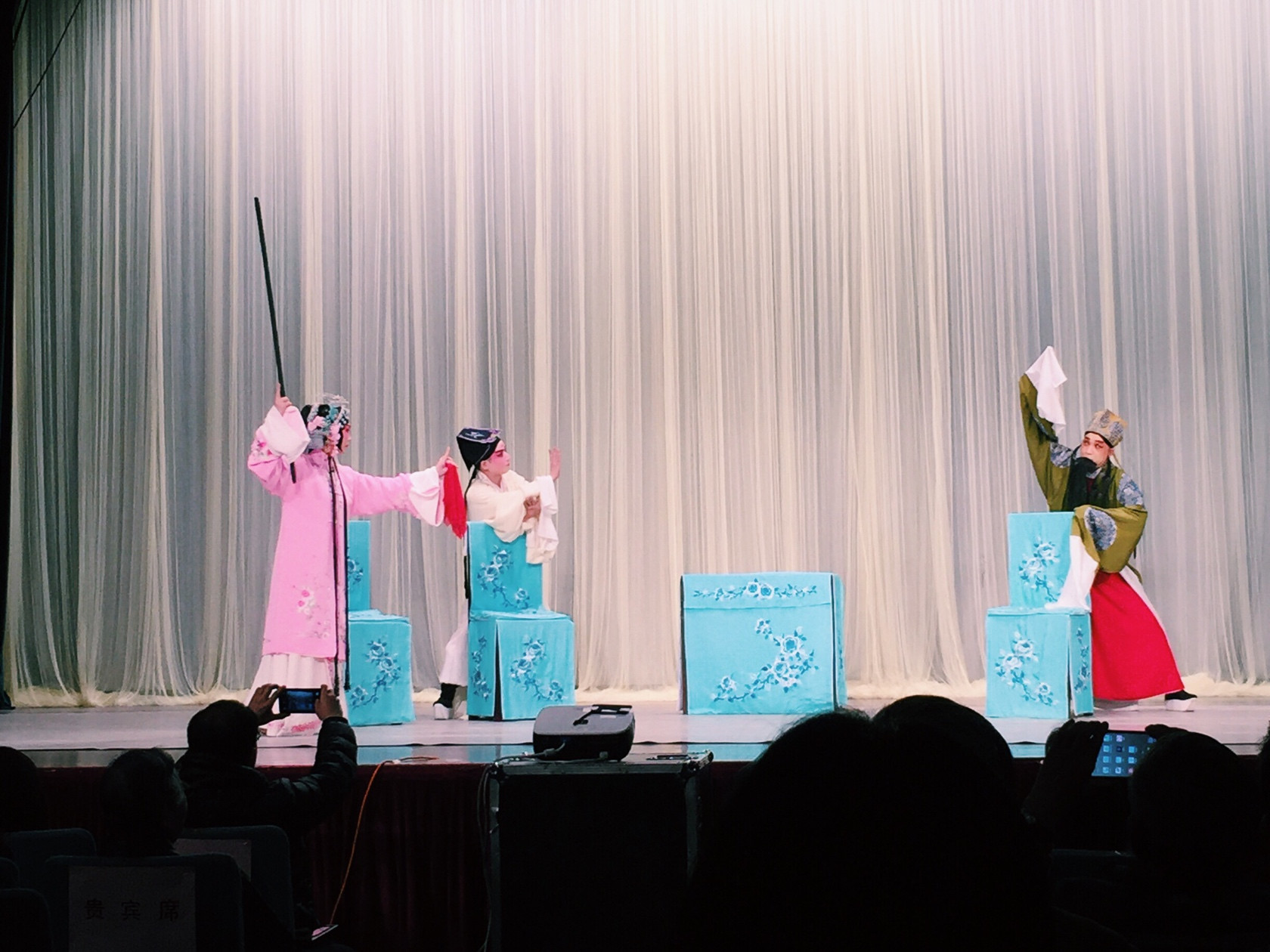

인류 구전 및 무형유산 걸작(Masterpieces of the Oral and Intangible Heritage of Humanity)은 무형문화유산 보호협약의 발효 이전에 법적으로 무형문화유산을 등록할 수 없기 때문에 해왔던 선언이다. 법적으로 무형문화유산으로 등록할 수 없기 때문에 유네스코로 가치를 가진 세계의 구전 전통 및 무형유산을 기리는 동시에, 정부, NGO, 지방 공공 단체에 구전 및 무형 유산의 계승과 발전을 도모하는 것을 장려하고 자신의 문화적 특성을 유지하는 것을 목적으로 기준에 충족하는 것을 '인류 구전 및 무형유산 걸작 선언'로 공표했다. 제1회 선언은 2001년 5월 18일, 제2회 선언은 2003년 11월 7일, 제3회 선언은 2005년 11월 25일에 열렸으며, 각각 19건, 28건, 43건이 선언되었다. 2006년에 무형문화유산 보호협약이 발효하여 이 선언 목록은 2009년에 대표목록에 정식 등록되어 통합되었다

## 중국의 인류무형문화유산
1. 경극
2. 쿤취
3. 유에주
4. 타이지췐

## 경극
경극은 중국의 전통 공연 예술 중 하나로, 중국 문화유산의 중요한 부분을 차지하고 있습니다. 경극은 화려한 의상, 독특한 메이크업, 그리고 다양한 음악과 춤을 통해 이야기를 전달하는 예술입니다.

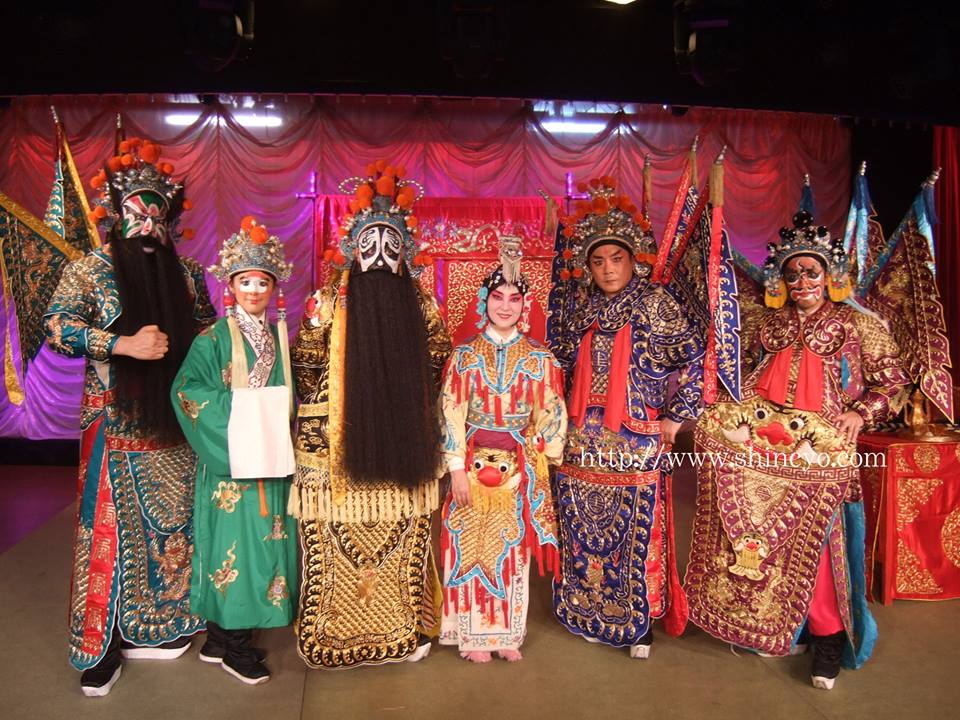
경극

- 경극의 역사적 배경
- 경극의 특징

### 경극의 역사적 배경
19세기 중반 베이징에서 발전하였으며, 약200년의 역사를 가지고 있습니다.본래는 일반인들이 처음 만들었으나, 그 이후에는 황실의 지원을 바탕으로 큰 발전을 이루었고, 중국의 수도 베이징에서 그 전성기를 맞았습니다. 또한 청나라 시절에 절정의 인기를 누렸으며,그 당시의 사회적, 문화적 배경을 반영하고 있습니다.

### 경극의 특징
화려한 의상과 독특한 메이크업, 그리고 다양한 음악과 춤을 통해 이야기를 전달합니다.인물의 충간선악, 미추존비,등은 모두 얼굴분장을 통해 나타냅니다.붉은색은 인물의 무한한 충성심을 표현하고, 보라색은 지혜와 정의감을 상징하며, 검은색은 인물의 정직하고 고귀한 품격을 체현합니다. 흰색은 인물의 교활하고 흉악한 본성을 비유하고, 하늘색은 용감하고 강한 의지력을 상징하며, 금색과 은색은 보편적으로 신선, 불, 귀신등을 상징합니다.경극의 주제는 역사적 사건, 전설, 그리고 민속 이야기를 주제로 하며,대중적인 요소가 강해서 관객의 흥미를 끌기 위해 극적인 요소가 강조됩니다. 이러한 이야기들은 종종 도덕적 교훈을 담고 있습니다 또한 경극은 강렬한 음악과 화려한 춤이 특징이고 다양한 악기와 함께 복잡한 안무가 결합되어 있습니다. 

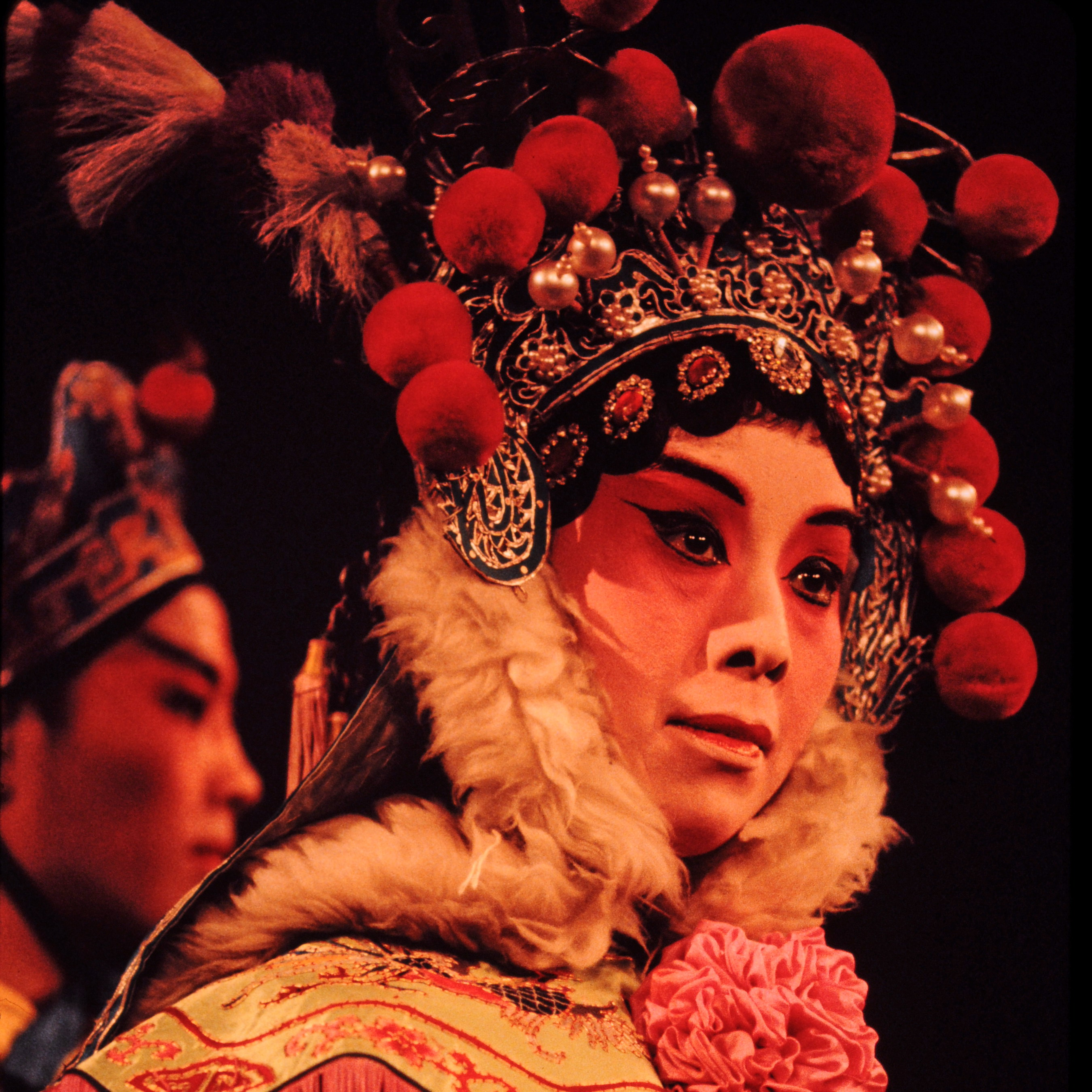
경극을 하는 사람의 얼굴

## 쿤취
쿤취는 명(明) 왕조(14~17세기) 시기에 중국 남동부 쑤저우(蘇州)에 있는 쿤산(昆山) 시에서 발달한 악극 장르입니다.

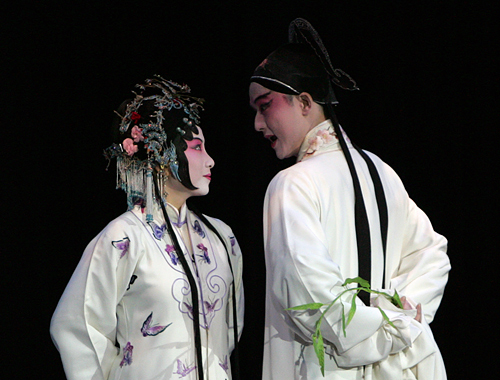
쿤취의 한 모습

- 쿤취의 역사적 배경
- 쿤취의 특징

### 쿤취의 역사적 배경
14세기에서 17세기 사이에 쑤저우지역,쿤시에서 발달하였습니다.쿤취는 대중극에 그 뿌리를 두고 있으며, 노래의 레퍼토리가 대부분 연극적 형태로 발전하였습니다.2008년유네스코의 무형문화유산으로 등재되어 그 가치를 인정받았습니다.

### 쿤취의 특징
노래, 춤, 연극이 결합된 형태로, 주로 사랑, 역사, 전쟁등의 주제를 다룹니다. 공연은 대게 고전 문학 작품을 바탕으로 하며, 섬세한 표현과 감정 전달이 특징입니다.쿤취는 대사와 노래의 비율이 높고, 감정의 깊이를 전달하는데 중점을 둡니다.쿤취의 공연자들은 화려한 의상과 독특한 메이크업을 통해 캐릭터를 표현하며, 섬세한 표현과 감정 전달이 특징입니다.

## 유에주
유에주는'광둥 오페라'라고도 불리며 중국의 방언 중의 하나인 광둥어로 노래하는 중국 전통극의 한 양식입니다. 광둥어를 사용하는 지역인 광둥성, 광시성, 홍콩특별행정구,마카오특별행정구 등에서 인기있는 전통극으로 300년의 역사를 지니고 있습니다.
- 유에주의 역사적 배경
- 유에주의 특징

### 유에주의 역사적 배경
20세기 초, 특히 1920년대에 발전하기 시작했습니다. 원래는 남부 중국의 민속극에서 유래하였으며, 시간이 지나면서 다양한 요소가 결합되어 오늘날 유에주 전통은 연극학교나 훈련 프로그램을 통해서 차세대 예술가들에게로 전승되고 있습니다.
1950년대와 1960년대에 대중적인 인기를 얻었으며,이후 중국 전역으로 퍼져나갔습니다.

### 유에주의 특징
유에주의 음악은 주로 전통 악기를 사용하여 연주되며, 감정 표현이 풍부합니다. 노래는 주로 시가 형식으로 되어 있어, 이야기의 감정을 잘 전달합니다. 유에주에서의 의상은 화려하고 세밀하게 디자인되어 있으며, 각 캐릭터의 성격과 배경을 반영합니다.

## 타이지췐
타이지췐은 중국의 전통 무술 중 하나로 태극권입니다. 건강과 자기 방어를 목적으로 하는 내공 무술입니다.

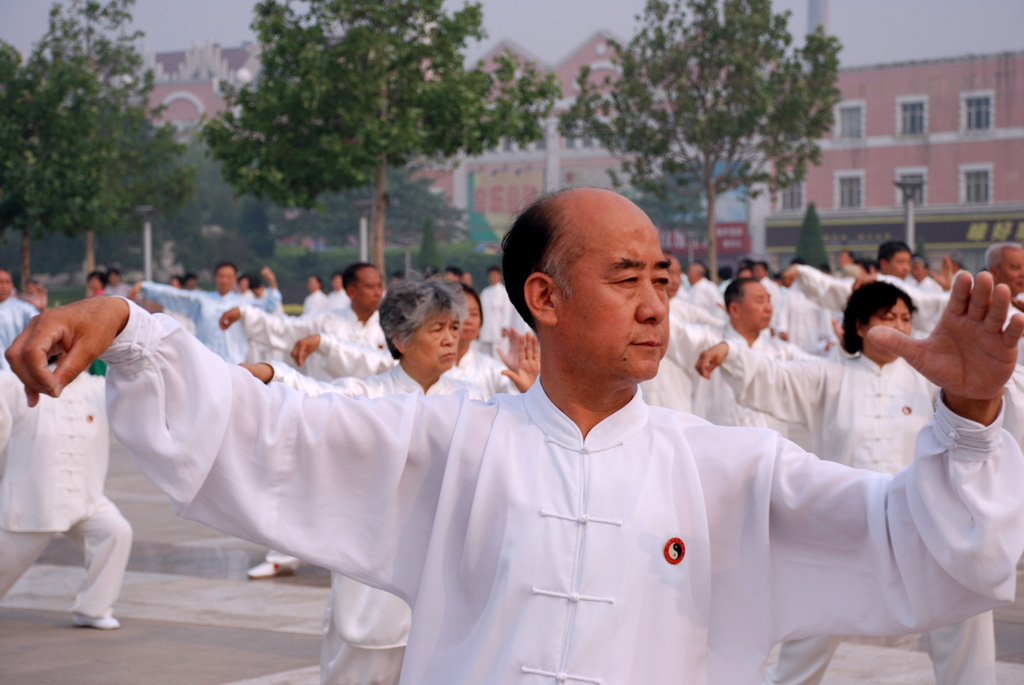
타이지췐을 하고 있는 사람들

- 타이지췐의 역사적 배경
- 타이지췐의 특징

### 타이지췐의 역사적 배경
17세기 후반, 중국허난성에서 시작되었습니다.전통적으로 도교의 철학과 밀접한 관련이 있으며, 자연의 원리를 따르는 운동입니다.20세기 초,타이지췐은 중국 전역으로 퍼지며 대중화되었습니다. 특히 1950년대 이후에는 정부의 지원을 받아 체계적인 교육과 보급이 이루어졌습니다.

### 타이지췐의 특징
타이지췐은 느리고 부드러운 동작으로 구성되어 있으며, 호흡과 움직임의 조화를 강조합니다. 이는 신체의 유연성과 균형을 향상시키는데 도움을 줍니다.타이지췐은'음양'의 원리를 바탕으로 하며, 대립되는 힘의 조화를 통해 내적 평화를 추구합니다. 이러한 철학은 수련자에게 정신적 안정과 건강을 제공하는 특징이 있습니다.